# Roger-Xavier Lantéri
Pour les articles homonymes, voir Lantéri.
Roger Lantéri, mieux connu sous son nom de plume Roger-Xavier Lantéri, né le 3 février 1930 à Ferryville (aujourd'hui Menzel Bourguiba) en Tunisie et mort le 1er janvier 2022 à Camaret-sur-Mer, est un journaliste, écrivain, historien et romancier français.
Grand reporter à l'AFP, spécialiste de l'Italie et des pays Arabes puis rédacteur en chef adjoint à l'Express, il fut aussi journaliste et chef de service politique à TF1. Par la suite écrivain et historien spécialisé dans les temps mérovingiens, et romancier. En tant qu'historien, il est spécialisé dans les temps mérovingiens.

## Biographie
Roger-Xavier Lantéri naît en 1930.
Il est diplômé du Centre de formation des journalistes (CFJ, promotion 1956).
Journaliste à l'Agence France-Presse (aux côtés de Jean Marin), il est aussi rédacteur en chef adjoint de L'Express, chef du service politique de TF1.

## Œuvres
- Brunehilde : la première reine de France, Paris, Perrin, 1995 (réimpr. 1997), 414 p. (ISBN 2-262-01125-7, BNF 35785691)[6]
- Swane, cœur de loup : roman, Paris, Pygmalion, 1999, 283 p. (ISBN 2-85704-602-2, BNF 37058598)
- Les Mérovingiennes, Paris, Perrin, 2000 (réimpr. 2006), 255 p. (ISBN 2-262-01235-0, BNF 37091769)[7]
- Son dernier boogie-woogie : roman, Paris, La Table ronde, 2002, 268 p. (ISBN 2-7103-2499-7, BNF 38825618)